# Cerro Charrúa
El cerro Charrúa está ubicado aproximadamente a 25 km de la ciudad de Tacuarembó, a orillas de la ruta 31, en la localidad de Luján del departamento de Tacuarembó. Desde el  año 2001 es Monumento Patrimonial Departamental por ser un testimonio de las costumbres funerarias de los Charrúas.